# Contea di Williamson (Texas)
La contea di Williamson, in inglese Williamson County, è una contea dello Stato del Texas, negli Stati Uniti. La popolazione al censimento del 2010 era di 545 412 abitanti. Il capoluogo di contea è Georgetown. Il nome della contea deriva da Robert McAlpin Williamson, politico statunitense, capo della Suprema Corte della Repubblica del Texas, che partecipò inoltre alla Guerra d'indipendenza del Texas.

## Geografia
| Anno | Popolazione | ±%     |
| ---- | ----------- | ------ |
| 1850 | 1 568       | Note:  |
| 1860 | 4 529       | 188,8% |
| 1870 | 6 368       | 40,6%  |
| 1880 | 15 155      | 138,0% |
| 1890 | 25 909      | 71,0%  |
| 1900 | 38 072      | 46,9%  |
| 1910 | 42 228      | 10,9%  |
| 1920 | 42 934      | 1,7%   |
| 1930 | 44 146      | 2,8%   |
| 1940 | 41 698      | −5,5%  |
| 1950 | 38 853      | −6,8%  |
| 1960 | 35 044      | −9,8%  |
| 1970 | 37 305      | 6,5%   |
| 1980 | 76 521      | 105,1% |
| 1990 | 139 551     | 82,4%  |
| 2000 | 249 967     | 79,1%  |
| 2010 | 422 679     | 69,1%  |

Secondo l'Ufficio del censimento degli Stati Uniti d'America la contea ha un'area totale di 1 134 miglia quadrate (2940 km²), di cui 1118 miglia quadrate (2900 km²) sono terra, mentre 16 miglia quadrate (41 km², corrispondenti all'1,4% del territorio) sono costituiti dall'acqua.

## Contee confinanti
- Contea di Bell (nord)
- Contea di Milam (nord-est)
- Contea di Lee (est)
- Contea di Bastrop (sud-est)
- Contea di Travis (sud)
- Contea di Burnet (ovest)

## Infrastrutture e trasporti

### Strade principali
- Interstate 35
- U.S. Highway 79
- U.S. Highway 183
- State Highway 29
- State Highway 45
- State Highway 95
- State Highway 130
- State Highway Loop 1
- 183A Toll Road
- State Highway 195
- Ranch to Market Road 620
- Farm to Market Road 970
- Farm to Market Road 971
- Farm to Market Road 973
- Ranch to Market Road 1431
- Ranch to Market Road 2243
- Ranch to Market Road 2338
- Farm to Market Road 3405

## Istruzione
Nella contea sono presenti i seguenti distretti scolastici:
- Bartlett ISD
- Burnet Consolidated ISD
- Coupland ISD
- Florence ISD
- Georgetown ISD
- Granger ISD
- Hutto ISD
- Jarrell ISD
- Leander ISD
- Lexington ISD
- Liberty Hill ISD
- Round Rock ISD
- Taylor ISD
- Thrall ISD
- Thorndale ISD